# Lijst van rijksmonumenten in Meierijstad
De gemeente Meierijstad telt 124 inschrijvingen in het rijksmonumentenregister. 

## Eerde
De kern Eerde telt 1 inschrijving in het rijksmonumentenregister.
| Object                       | Oorspronkelijke functie?  | Bouwjaar  | Architect | Locatie      | Coördinaten?                  | Nr.?   | Afbeelding        |
| ---------------------------- | ------------------------- | --------- | --------- | ------------ | ----------------------------- | ------ | ----------------- |
| Windmolen Sint-Antoniusmolen | Industrie- en poldermolen | 1883-1884 |           | Zandvliet 11 | 51° 36' 21" NB, 5° 29' 30" OL | 527232 | Meer afbeeldingen |

## Erp
De kern Erp telt 12 inschrijvingen in het rijksmonumentenregister, zie Lijst van rijksmonumenten in Erp

## Keldonk
De kern Keldonk telt 1 inschrijving in het rijksmonumentenregister.
| Object                        | Oorspronkelijke functie? | Bouwjaar                 | Architect | Locatie          | Coördinaten?                 | Nr.?  | Afbeelding  |
| ----------------------------- | ------------------------ | ------------------------ | --------- | ---------------- | ---------------------------- | ----- | ----------- |
| Terrein waarin een grafheuvel | Archeologisch monument   | Waarschijnlijk bronstijd |           | Gerecht, 5469 KD | 51° 33' 47" NB, 5° 35' 3" OL | 45332 | Upload foto |

## Mariaheide
De kern Mariaheide telt 6 inschrijvingen in het rijksmonumentenregister.
| Object                                                                  | Oorspronkelijke functie? | Bouwjaar | Architect              | Locatie                   | Coördinaten?                  | Nr.?   | Afbeelding                                                              |
| ----------------------------------------------------------------------- | ------------------------ | -------- | ---------------------- | ------------------------- | ----------------------------- | ------ | ----------------------------------------------------------------------- |
| Rooms-katholiek ensemble: schoolgebouw                                  | Onderwijs en wetenschap  | 1908     |                        | Past. van Haarenstraat 34 | 51° 38' 1" NB, 5° 34' 45" OL  | 521248 | Rooms-katholiek ensemble: schoolgebouw                                  |
| Rooms-katholiek ensemble: koetshuis                                     | Opslag                   | 1911     |                        | Past. van Haarenstraat 38 | 51° 38' 3" NB, 5° 34' 46" OL  | 521249 | Meer afbeeldingen                                                       |
| Rooms-katholiek ensemble: kerk OLV van Goede Raad                       | Kerk en kerkonderdeel    | 1908     | J.H.H. van Groenendael | Pat. van Haarenstraat 42  | 51° 38' 5" NB, 5° 34' 47" OL  | 521250 | Meer afbeeldingen                                                       |
| Pakhuis, voormalig depot van de NCB aan de doorgaande weg in Mariaheide | Opslag                   | 1912     |                        | Past. van Haarenstraat 13 | 51° 37' 57" NB, 5° 34' 44" OL | 521267 | Pakhuis, voormalig depot van de NCB aan de doorgaande weg in Mariaheide |
| Rooms-katholiek ensemble: pastorie                                      | Kerkelijke dienstwoning  | 1908     |                        | Past. van Haarenstraat 40 | 51° 38' 3" NB, 5° 34' 46" OL  | 525735 | Meer afbeeldingen                                                       |
| Rooms-katholiek ensemble: klooster Sint Nicolaas                        | Religieuze gebouwen      | 1913     | J. van Groenendael     | Past. van Haarenstraat 44 | 51° 38' 5" NB, 5° 34' 47" OL  | 525736 | Meer afbeeldingen                                                       |

## Nijnsel
De plaats Nijnsel telt 3 inschrijvingen in het rijksmonumentenregister.
| Object                                | Oorspronkelijke functie? | Bouwjaar | Architect     | Locatie          | Coördinaten?                 | Nr.?   | Afbeelding                            |
| ------------------------------------- | ------------------------ | -------- | ------------- | ---------------- | ---------------------------- | ------ | ------------------------------------- |
| Parochiekerk                          | Kerk en kerkonderdeel    | 1911     | L.P.J. Kooken | Lieshoutseweg 11 | 51° 33' 8" NB, 5° 28' 60" OL | 520467 | Parochiekerk                          |
| Heilig Hartbeeld                      | Kapel                    | 1924     | J. Custers    | Lieshoutseweg 11 | 51° 33' 8" NB, 5° 28' 60" OL | 520468 | Meer afbeeldingen                     |
| Complex Lieshoutseweg: bedevaartkapel | Kapel                    | 20e eeuw |               | Lieshoutseweg 11 | 51° 33' 9" NB, 5° 28' 58" OL | 525688 | Complex Lieshoutseweg: bedevaartkapel |

## Schijndel
De plaats Schijndel telt 30 inschrijvingen in het rijksmonumentenregister, zie Lijst van rijksmonumenten in Schijndel.

## Sint-Oedenrode
De plaats Sint-Oedenrode telt 38 inschrijvingen in het rijksmonumentenregister, zie Lijst van rijksmonumenten in Sint-Oedenrode.

## Veghel
De kern Veghel telt 31 inschrijvingen in het rijksmonumentenregister, zie Lijst van rijksmonumenten in Veghel.

## Zijtaart
De kern Zijtaart telt 2 inschrijvingen in het rijksmonumentenregister.
| Object | Oorspronkelijke functie? | Bouwjaar | Architect | Locatie               | Coördinaten?                  | Nr.?  | Afbeelding        |
| --- | ------------------------ | -------- | --------- | --------------------- | ----------------------------- | ----- | ----------------- |
| Boerderij van het langgeveltype onder met pannen belegd wolfdak | Boerderij                | 1884     |           | Past. Clercxstraat 76 | 51° 35' 25" NB, 5° 32' 37" OL | 37038 | Meer afbeeldingen |
| Boerderij Jan Abrahamslust met op een steen de inscriptie: "Jan Abraham de Munck 23 Junij 1850". Rieten wolfdak met voet van pannen; ramen met kleine roedeverdeling; vensterluiken. Deels stenen, deels houten schuur | Boerderij                | 1851     |           | Past. Clercxstraat 85 | 51° 35' 26" NB, 5° 32' 34" OL | 37039 | Meer afbeeldingen |

's-Hertogenbosch ·
Alphen-Chaam ·
Altena ·
Asten ·
Baarle-Nassau ·
Bergeijk ·
Bergen op Zoom ·
Bernheze ·
Best ·
Bladel ·
Boekel ·
Boxtel ·
Breda ·
Cranendonck ·
Deurne ·
Dongen ·
Drimmelen ·
Eersel ·
Eindhoven ·
Etten-Leur ·
Geertruidenberg ·
Geldrop-Mierlo ·
Gemert-Bakel ·
Gilze en Rijen ·
Goirle ·
Halderberge ·
Heeze-Leende ·
Helmond ·
Heusden ·
Hilvarenbeek ·
Laarbeek ·
Land van Cuijk ·
Loon op Zand ·
Maashorst ·
Meierijstad ·
Moerdijk ·
Nuenen, Gerwen en Nederwetten ·
Oirschot ·
Oisterwijk ·
Oosterhout ·
Oss ·
Reusel-De Mierden ·
Roosendaal ·
Rucphen ·
Sint-Michielsgestel ·
Someren ·
Son en Breugel ·
Steenbergen ·
Tilburg ·
Valkenswaard ·
Veldhoven ·
Vught ·
Waalre ·
Waalwijk ·
Woensdrecht ·
Zundert